# Marta (nombre)
Marta es un nombre de pila femenino de origen hebreo y acadio. Su escritura en hebreo es מרתא, pronunciado Martâ (la vocal de la última sílaba es larga), y significa «señora». En acadio, Marta significa «hija».

## Equivalencias en otros idiomas
| Variantes en otras lenguas | Variantes en otras lenguas |
| -------------------------- | -------------------------- |
| Alemán                     | Martha                     |
| Arameo                     | Marsha                     |
| Catalán                    | Marta                      |
| Euskera                    | Marta                      |
| Portugués                  | Marta o Martha             |
| Francés                    | Marthe                     |
| Gallego                    | Marta                      |
| Hebreo                     | Mara                       |
| Húngaro                    | Márta                      |
| Inglés                     | Martha                     |
| Italiano                   | Marta                      |
| Latín                      | Martha                     |
| Polaco                     | Marta                      |
| Eslovaco                   | Marta                      |
| Ruso                       | Марта                      |

## Religión
Marta es un personaje bíblico del Nuevo Testamento. Era hermana de Lázaro y María de Betania (Juan 11:1-2).

### Santoral
- Santa Marta de Roma se celebra el 19 de enero
- Santa Marta de Astorga se celebra el 23 de febrero
- Santa Marta de Persia se celebra el 19 de abril, esposa de Mario de Persia y madre de San Habacuc y San Audifaz
- Santa Marta de Siria se celebra el 5 de julio
- Santa Marta de Betania se celebra el día 29 de julio.

- Datos: Q846741
- Multimedia: Marta (given name) / Q846741